# Nordfjends
Nordfjends er den nordlige del af Fjends Herred.
Indtil 1970 var Nordfjends delt mellem Højslev-Dommerby-Lundø, Ørslevkloster, Ørum og Kobberup-Feldingbjerg-Gammelstrup kommuner.
I 1970 blev Kobberup-Feldingbjerg-Gammelstrup Kommune en del af den nye Fjends Kommune. Dog blev den nordlige del af Kobberup Sogn, der grænser op til Højslev Stationsby en del af Skive Kommune. Den nordlige del af Kobberup Sogn omfattede dengang landbyen Nørre Søby og gården Søvang.
Resten af Nordfjends kom også til Skive Kommune i 1970.
Hele Nordfjends forblev i Skive Kommune i 2007, mens resten af det tidligere Fjends Herred samme år blev en del af Viborg Kommune.
|  | Denne artikel kan blive bedre, hvis der indsættes geografiske koordinater Denne artikel omhandler et emne, som har en geografisk lokation. Du kan hjælpe ved at indsætte koordinater i wikidata. |